# August Strindberg
Johan August Strindberg (Stockholm, 22 januari 1849 – aldaar, 14 mei 1912) was een Zweeds auteur, kunstschilder en fotograaf. Hij wordt beschouwd als een van de meest invloedrijke Zweedse schrijvers en domineerde de Zweedse letterkunde vier decennia lang. Hij maakte vooral als toneelschrijver naam, maar zijn werk omvat vrijwel elk literair genre. Strindberg was een veelbesproken figuur, en vaak betrokken in persoonlijke conflicten. Strindberg was erg productief gedurende perioden in zijn leven, die afgewisseld werden met eerder stille periodes. Hij leverde baanbrekend werk in verschillende genres.

## Werk en leven
Hij werd geboren als 4e kind in een kleinburgerlijk gezin met acht kinderen in Stockholm. Zijn grootvader was kruidenier, zijn vader een niet onbemiddelde scheepsmakelaar. Zijn autoritaire vader trouwde met de dienstbode, dochter van een kleermaker. Zij stierf echter al vroeg en zijn vader hertrouwde met een vrouw die door August gehaat werd. Strindberg begon aan een studie in de medicijnen in Uppsala, die hij echter niet afmaakte. Hij probeerde acteur te worden, maar dit was tevergeefs. Het leverde hem wel een baan op als schrijver.
Tijdens zijn eerste periode schreef Strindberg voornamelijk gedichten, waarin hij stelling nam tegen de laat-romantische stroming en met opzet gebruikmaakt van niet-poëtische woorden. Ook in de inhoud ligt de nadruk op de strijdlust van de jaren na 1880, op het vernieuwende.
In 1892 begon Strindberg een bohèmeleven in Duitsland en Frankrijk. In Parijs raakte hij in een zware psychische crisis, door hemzelf steeds Infernocrisis (1894-1896) genoemd. Latere psychiatrische studies wezen uit dat in deze crisis van Strindberg een duidelijk psychopathologisch element aanwezig was. Na deze crisis zag hij de noodzaak een nieuw begin te maken, wat zijn werken opdeelt in twee verschillende groepen. In zijn tweede periode geeft hij nog een gedichtenbundel uit en dramatiek en lyriek hangen nauw samen. De Infernocrisis bracht Strindberg tot een nieuw, ondogmatisch en onkerkelijk maar wel christelijk religieus geloof, waarin schuld en boete een grote rol spelen. Volgens Strindberg was het lijden een soort mystiek gebeuren en het leven een zuiveringstoestand die aan de mensen was opgelegd.

## Man-Vrouw problematiek

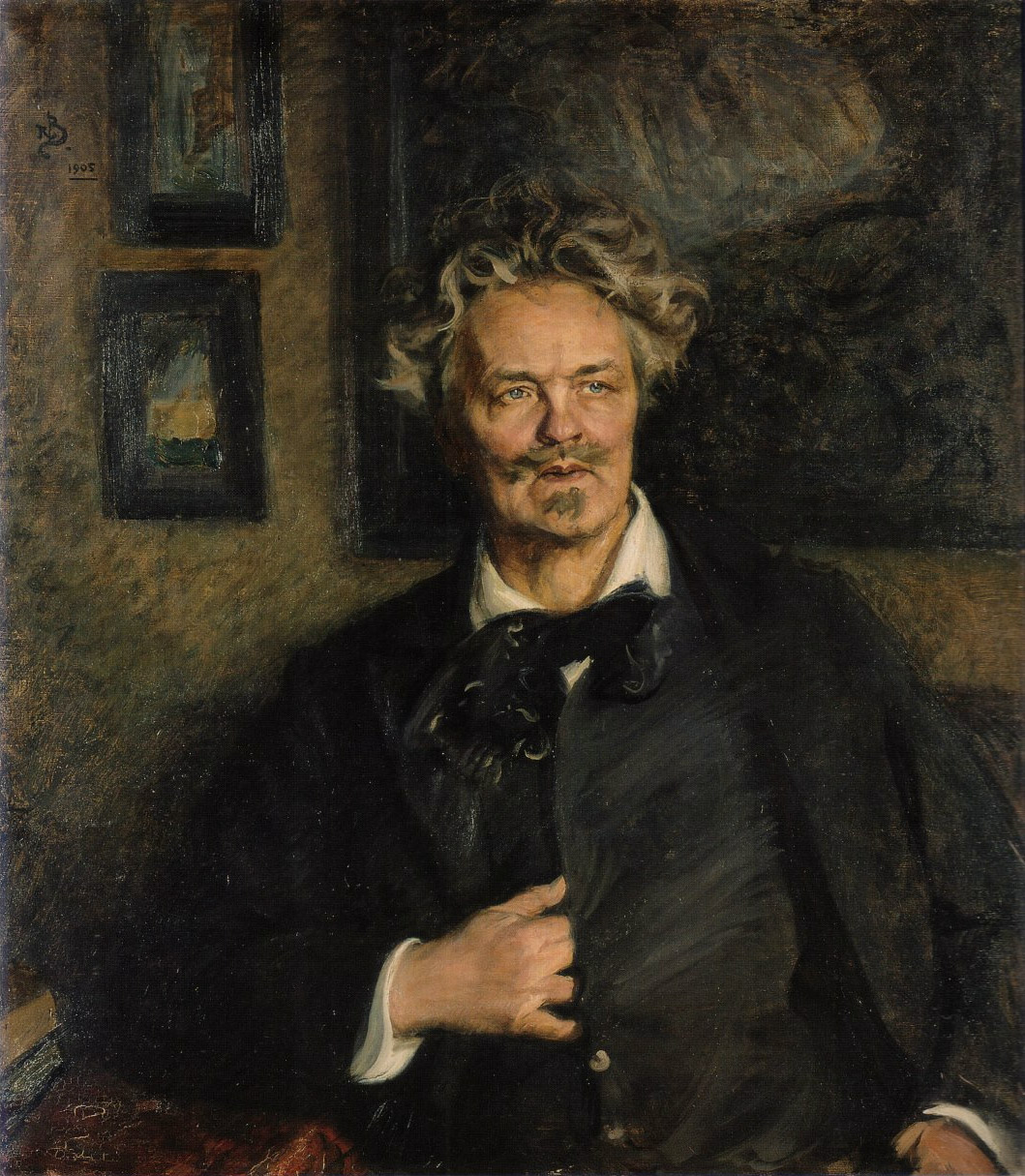
Strindberg, 56 jaar, portret door Richard Bergh

Strindberg nam het in zijn werk op voor de, in zijn ogen moeilijke, positie van mannen en vaders. Dit komt met name tot uitdrukking in zijn toneelstuk "De vader", waarin hij de strijd tussen een vader en een moeder beschrijft over de opvoeding van hun dochter.
Strindberg stelt als probleem van het vaderschap dat het niet eenduidig gekend kan worden. Moederschap is wel altijd duidelijk. Dit brengt met zich mee dat vaders afhankelijk worden gemaakt van moeders. Hoewel critici deze stellingname slechts zagen als een projectie van zijn persoonlijke ervaringen kan niet worden ontkend dat het thema nog steeds maatschappelijk relevant is. De erkenning van kinderen door hun vaders is nog steeds afhankelijk van de goedkeuring door moeders.
Critici (met name vanuit het feminisme) menen dat Strindberg een ziekelijke vrouwenhater was. Zijn stellingen stonden in zijn tijd al op gespannen voet met het pril ontluikende feminisme.

## Schilderkunst en fotografie
Strindberg was ook actief als kunstschilder. Zijn vroege werken betreffen voornamelijk expressieve, dramatische landschapsscènes met weinig figuratieve elementen, later maakte hij meer fantasielandschappen. In zijn tijd vond Strindberg weinig weerklank voor zijn schilderwerk, maar hij bleef ermee doorgaan omdat hij het een belangrijk uitdrukkingsmiddel achtte van zijn persoonlijkheid. Tegenwoordig worden zijn werken gerekend tot de beste Scandinavische werken van rond 1900 en doen ze hoge prijzen op veilingen. Zijn schilderij Wonderland (Underlandet, 1892) bracht in 1990 2,5 miljoen euro op en geldt -na Anders Zorns Zomerplezier- als het op een na duurste schilderij van een Zweedse kunstenaar.

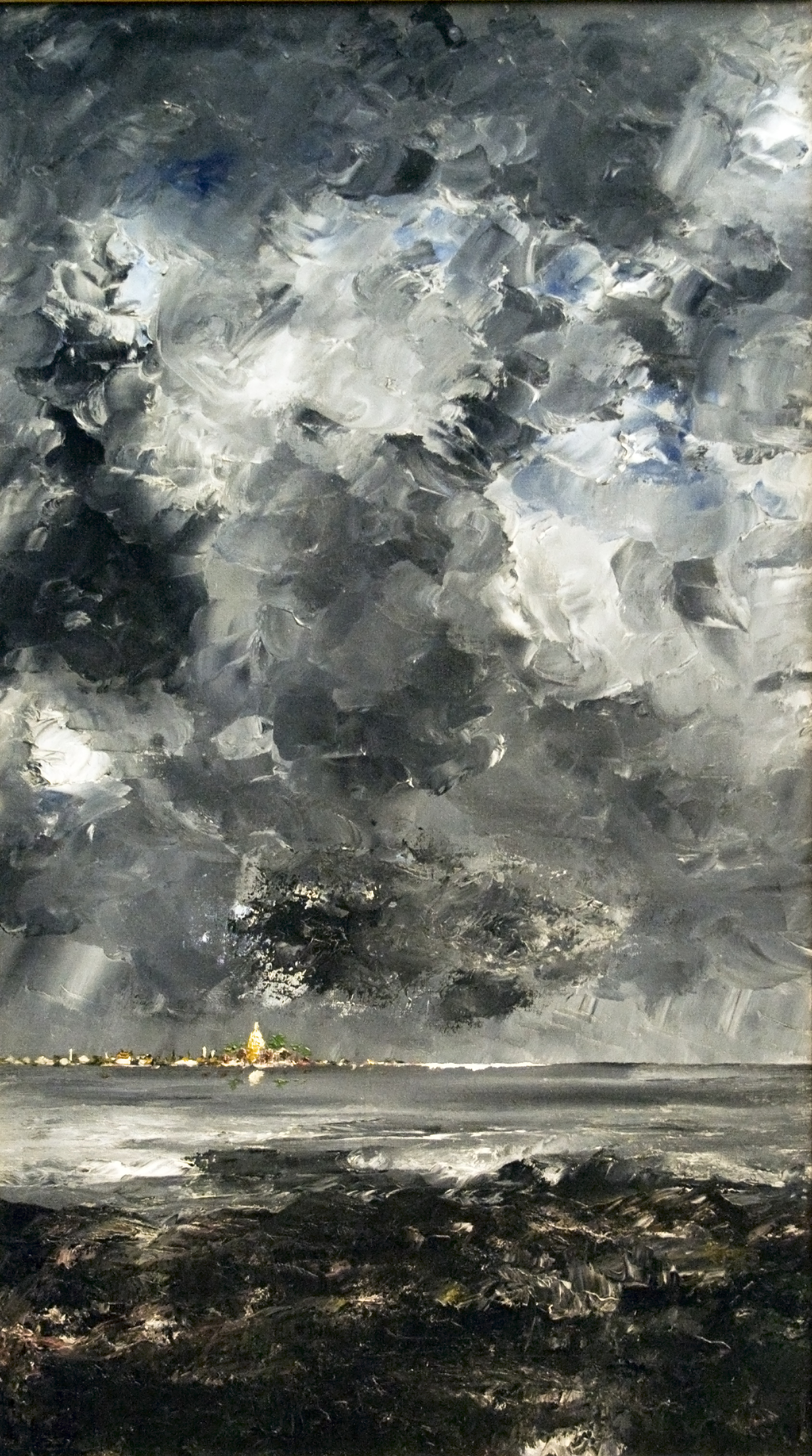
De stad, schilderij van Strindberg uit 1903.

Strindberg was ook een fervent fotograaf en wordt vooral geprezen om zijn reeks karakteristieke zelfportretten.

## Occulte interesses
Strindberg had in de loop van zijn leven verschillende vrij excentrieke interesses. Zo hield hij zich in bepaalde perioden bezig met alchemie en occultisme en de geschriften van Emanuel Swedenborg. In zijn merkwaardig autobiografisch werk 'Inferno' - in het Frans geschreven - geeft hij een paranoïde en verwarrend relaas van zijn jaren in Parijs. Daarin beweert hij met succes alchemistische experimenten te hebben uitgevoerd en zwarte magie te hebben uitgeoefend op zijn dochter.

## Dood
In 1899 keerde Strindberg terug naar Stockholm. De laatste jaren van zijn leven was hij eenzaam en leefde hij geïsoleerd. Hij overleed op 63-jarige leeftijd aan de gevolgen van maagkanker.
De belangrijkste Zweedse literaire onderscheiding, de Augustprijs, is naar Strindberg vernoemd.